# L'altra
L'altra è un film del 1947 diretto da Carlo Ludovico Bragaglia.
Il film è ispirato alla lontana ad un caso di cronaca nera realmente avvenuto, il delitto Graziosi, che tenne avvinta l'Italia nell'immediato secondo dopoguerra.

## Trama
Roma. Prima di partire per la guerra, un ingegnere ha avuto un'appassionata storia d'amore con una donna la quale, ora che lui è lontano, gli fa sapere tramite lettera di star per partorire il loro bambino. Dopo cinque anni, a guerra terminata, l'ingegnere rientra nella capitale e qui una sua amica lo informa che la sua donna adesso è sposata con un noto pianista e ha da lui avuto un figlio. I due innamorati di un tempo si rivedono e la donna, molto legata al marito, supplica il reduce di non rivelare a nessuno il loro segreto. Deciso a ripartire, l'ingegnere consegna all'amica la lettera in cui la donna gli parlava del bambino perché la restituisca. Poco tempo dopo, però, il piccolo muore improvvisamente e i suoi genitori sono distrutti dal dolore. A questo punto la moglie fa in modo di far leggere la lettera al marito; sconvolto, l'uomo la lascia, si prende come amante la sua migliore amica, che era già sua allieva, e parte all'estero per una tournée. Quando il pianista fa rientro in città la sua fidanzata fa credere alla moglie di essere incinta per tenerlo separato da lei, ma tale decisione si rivelerà una catastrofe: la moglie, in preda alla disperazione, durante un concerto del pianista trasmesso alla radio si uccide con due colpi di pistola; la polizia sospetta un uxoricidio motivato dalla gelosia, ma l'ingegnere rivelerà che la relazione apparteneva al passato ed in fondo era stata poco importante; l'ispettore è quindi costretto ad archiviare il caso come suicidio e, mentre i due uomini si dirigono verso la villa dove è accaduto il dramma, l'allieva, disprezzata dal pianista perché aveva confessato alla polizia il suo stato interessante, si ritrova improvvisamente sola e, incupita, si dirige silenziosa verso l'uscita immergendosi nella nebbia che avvolge la villa.

## Produzione
Il film è ascrivibile al filone popolare dei melodrammi sentimentali strappalacrime (ribattezzato in seguito dalla critica con il termine neorealismo d'appendice), molto in voga tra il pubblico in Italia negli anni del secondo dopoguerra, amalgamato ad elementi polizieschi; è anche uno dei pochi a carattere drammatico diretti da Carlo Ludovico Bragaglia, maggiormente legato alla commedia; le riprese cominciarono il 2 giugno 1947.
Il film venne iscritto al P.R.C. della S.I.A.E. al n. 642; venne presentato alla Commissione di Revisione Cinematografica e ottenne il visto censura n. 3.176 del 27 settembre 1947, con una lunghezza accertata della pellicola di 2.416 metri senza alcun taglio.
È l'unico film girato in Italia dall'attrice francese Blanchette Brunoy, che ebbe una lunga carriera al cinema, teatro e televisione d'oltralpe.
Le musiche del film sono eseguite dal pianista Roman Vlad. Oltre ai tecnici accanto riportati, per il momento si conosce soltanto l'aiuto regista, Luigi Carpentieri.
Emilio Cigoli, che nel film interpreta l'ispettore di polizia, è doppiato da Giorgio Capecchi, in quanto lui stesso doppia il co-protagonista Marcello Pagliero.

## Distribuzione
Il film venne distribuito nel circuito cinematografico italiano il 24 ottobre del 1947, con la prima che si tenne a Torino.
Il film venne distribuito anche in Francia, a partire dal 6 luglio 1949 con il titolo Symphonie humaine.

## Accoglienza
Il film incassò 75.000.000 di lire dell'epoca, introito più che buono per quel periodo.